# دون كروسبي
دون كروسبي (بالإنجليزية: Don Crosby)‏ هو ممثل أسترالي، ولد في 29 أكتوبر 1924 في سيدني في أستراليا، وتوفي في 12 ديسمبر 1985 في بوتس بوينت ‏ في أستراليا.

## وصلات خارجية
- دون كروسبي على موقع IMDb (الإنجليزية)
- دون كروسبي على موقع قاعدة بيانات الفيلم (الإنجليزية)